# Njdeh
Njdeh (in armeno Նժդեհ?) è un comune di 188 abitanti (2010) della Provincia di Syunik in Armenia.